# Phil Manzanera

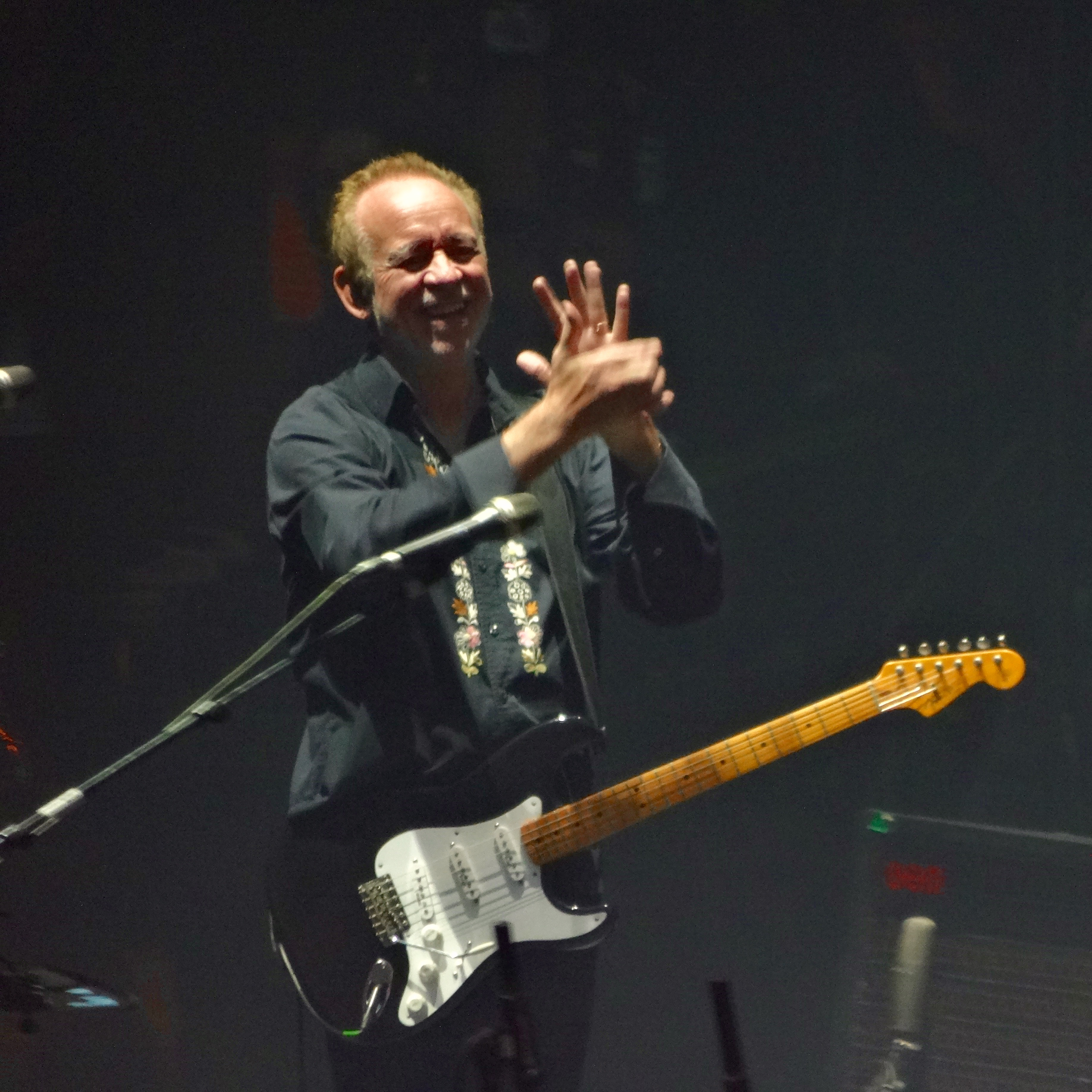
Phil Manzanera, 2015

Phil Manzanera (* 31. Januar 1951 als Philip Geoffrey Targett-Adams in London) ist ein britischer Gitarrist und Produzent. Er wurde vor allem als Gitarrist der Rockband Roxy Music bekannt. 

## Leben
Nachdem er seit 1968 in einer College-Band namens „Pooh And The Ostrich Feather“ gespielt hatte, veränderte die Band ihren eher psychedelischen Stil in Richtung Canterbury Sound und änderte ihren Namen 1970 in Quiet Sun. Manzanera antwortete 1971 auf eine Anzeige im Melody Maker, in der Roxy Music einen Gitarristen suchten, und wurde 1972 eingestellt. Kurze Zeit später beschäftigte er sich aber auch damals schon nebenbei mit verschiedenen Soloprojekten. Parallel zu den Aufnahmen für sein erstes Soloalbum „Diamond Head“ (1975) rief er die 1972 aufgelösten Quiet Sun wieder zusammen, die dann zusammen unter Mitwirkung von Brian Eno im selben Studio ihr von Kritikern hochgelobtes einziges Album „Mainstream“ aufnahmen.
Obwohl das Gründungsmitglied Brian Eno im Zwist aus der Band Roxy Music ausgeschieden war, arbeiteten Manzanera und Eno weiter zusammen. So spielte Manzanera auf den beiden Alben „Here Come the Warm Jets“ und „Taking Tiger Mountain (By Strategy)“ und auf einigen Stücken des Albums „Before and after Science“ die Gitarre. Außerdem sind beide als ausführende Produzenten des John-Cale-Albums „Fear“ tätig gewesen. Bei diesem und dem folgenden Album „Slow Dazzle“ waren auch beide als Musiker beteiligt und haben den Klang der Alben stark beeinflusst.
1976 gründete er die nur kurze Zeit existierende Band 801, die größtenteils aus Roxy-Music-Mitgliedern bestand, aber Eno anstelle von Bryan Ferry als Mitglied hatte.
Neben mehreren Soloalben hat er auch einige Duette zusammen mit anderen Künstlern produziert. So gab es Alben mit John Wetton, Andy Mackay oder Tim Finn. Außerdem produzierte er 1990 das Erfolgsalbum Senderos de Traición der spanischen Rockband Héroes del Silencio (dessen Auskopplung Entre dos Tierras europaweit ein Erfolg wurde) sowie mehrere Alben des ehemaligen Héroes-Sängers Enrique Bunbury.
Phil Manzanera veröffentlicht weiterhin Alben, so 2015 The Sound of Blue. Er ist außerdem Mitglied der Band um den Pink-Floyd-Veteranen David Gilmour, z. B. im Rahmen der „On an Island“-Tour. Er koproduzierte dessen Album On an Island und das 2015 erschienene Album Rattle That Lock.

## Diskografie (Auswahl)
- Diamond Head (1975)
- Quiet Sun: Mainstream (1975)
- 801 Live (1976)
- Listen Now (1977)
- K-Scope (1978)
- Primitive Guitars (1982)
- Wetton/Manzanera (1987)
- Crack the Whip (1988)
- Up in Smoke (1989)
- Mato Grosso (1990)
- Southern Cross (1990)
- Live at the Karl Marx (1993)

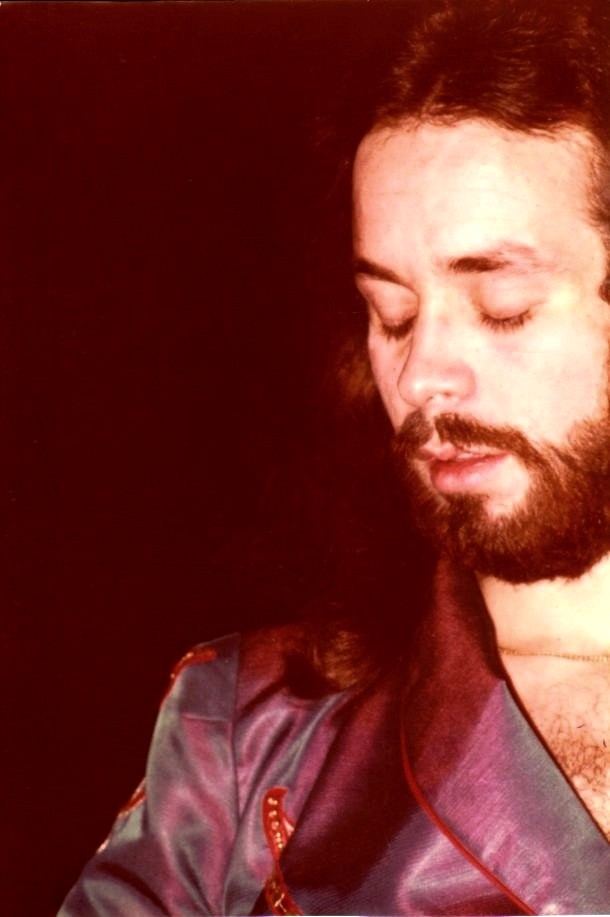
Phil Manzanera, 1973

- The Manzanera Collection DCD (1995)
- One World (1997)
- Mainstream (1997)
- A Million Reasons Why (1997)
- Manzanera & MacKay (1997)
- Live at Manchester University (1998)
- Nowomova: Wasted Lands (1999)
- Vozero (2001)
- Manzanera Archives: 801 Live @ Hull (2001)
- Manzanera Archives: Rare One (2001)
- 801 Latino [live] (2002)
- 6pm (2004)
- 50 Minutes Later (2005)
- Firebird V11 (2008)
- The Sound of Blue (2015)
- Live at the Curious Arts Festival (2016)
- AM • PM (2023)